# 于利希繼承戰爭

神聖羅馬帝國1618年疆域中的：
于利希-克莱沃-馬克-拉文斯貝格
勃蘭登堡侯國
普法爾茨-諾伊堡伯國

于利希王位继承战争（德語：Jülich-Klevischer Erbfolgestreit）是一场发生在于利希-克莱沃-贝格聯合公国的王位继承战争。它从1609年6月10日持续到1610年10月24日，于1614年5月恢复，最终于1614年10月13日结束。第一轮冲突是天主教大公利奥波德五世与勃兰登堡和普法尔茨-诺伊堡的新教諸侯的联军对抗，戰爭在前者的军事失败中结束。勃兰登堡和诺伊堡的代表在分别皈依加尔文教和天主教后发生了直接冲突。西班牙和荷兰的介入使冲突进一步复杂化，使其成为八十年战争以及欧洲宗教战争的一部分。它最终由克桑滕条约解决，其条款有利于西班牙。英国第一代奇伯里的赫伯特男爵爱德华·赫伯特曾参与此次战争。